# Lennart Nyman
För skulptören Lennart Nyman (1918–2008), se Lennart Nyman (konstnär)
Lennart Emanuel Nyman, född 25 juni 1917 i Johannes församling, Stockholm, död 25 augusti 1998 i Värmdö församling, Stockholms län, var en svensk fotbollsspelare och fotbollstränare. Han var Sveriges första förbundskapten för svenska landslaget, åren 1962–1965.
Han var mångårig aktiv och ledare i Hammarby IF, och klubbens ordförande i 25 år fram till 1989. Han verkade även som lagledare i svenska B-landslaget 1957-59.
Han var från 1941 gift med Elvan Margareta Nyman (1917–1983).